# Ectoderme oral
L’ectoderme du tissu oral est chez les coraux un tissu organique du derme oral en contact direct avec l’eau.

## Description

Schéma du derme oral d'un polype.

Sur sa face en contact avec l’eau, il y a des cellules sensorielles, des cellules musculaires (aussi nommées cellules épithélio-musculaires) flanquées chacun d'un cilium et contenant des myonèmes, des cellules neuroépithéliales, des nématocystes  (aussi appelés cnidoblaste ou nématoblastes) servant à l’injection de venin), des mucocytes (permettant de générer la couche de mucus supérieure). À l’intérieur de l’ectoderme, on retrouve des cellules souches (aussi appelée « cellules interstitielles » ou encore « cellules ectodermiques »).
Les cellules sensorielles permettent de sentir le contact avec des éléments extérieurs ou les changements de pression dans l’eau. À leur pôle apical, elles disposent d’un cil sensoriel qui renseigne l’animal sur son environnement proche. Leurs stimulations entrainent une réaction de l’animal (mouvement par exemple) grâce au travail des neurones se trouvant dans la mésoglée.
Les cellules musculaires sont des cellules contenant des fibres musculaires à même de contracter ou décontracter le derme grâce à un ensemble de myofilaments (en) formant des myofibrilles longitudinales.
Les nématocystes sont des cellules permettant l’injection de venin. Elles sont composées d’un noyau, d’un filet nerveux connecté au plexus nerveux, d’une capsule appelée cnidocyste délimitant une cavité appelé vacuole remplie de liquide urticant appelé actinocongestine et contenant un tube épineux (composé d’une hampe et de plusieurs épines) auquel est attaché un filament urticant, d’un opercule présent sur le haut de la capsule et d’un cnidocil (« cil sensitif »). Lors de la stimulation du cnidocil, le système nerveux réagit et ordonne l’ouverture de l’opercule (on parle de dévagination) et la sortie du tube épineux qui libère par la même le filament urticant. Le venin est alors libéré à travers le tube et le filament et provoque une irritation.
Les nématocystes étant reliées entre eux par le filet nerveux à un plexus nerveux commun, les dévaginations se font en série même si un nombre restreint de cnidocil sont excités.
Une fois ces cellules activées, elles sont remplacées par différenciation de cellules dérivées de cellules souches de l’ectoderme.
Les cellules souches quant à elles sont des cellules de type embryonnaire (totipotentes), regroupées en amas à la base des cellules myoépitheliales. Sur demande, elles se différencient en divers types de cellules ectodermiques et plus particulièrement elles remplacent les nématocystes épuisés.
Les cellules de l'ectoderme disposent pour certaines d'entre elles de myofibrilles transversales pour contracter le derme.